# Battaglia di Ergeme
La battaglia di Ergeme (in tedesco Schlacht bei Ermes, in lettone Ērģemes kauja) fu uno scontro armato combattuto il 2 agosto del 1560 presso Ērģeme, nell'attuale Lettonia, nel contesto della guerra di Livonia fra le truppe di Ivan IV di Russia e la Confederazione Livoniana. È considerata l'ultima battaglia combattuta in Livonia dall'ordine dei cavalieri tedeschi, che di lì a qualche anno sarebbe stato definitivamente sciolto.

## Premesse
Nell'estate del 1560 le armate russe avevano iniziato l'assedio di Fellin, la principale fortezza del nord della Livonia, dove si era asserragliato, nel tentativo di resistere all'invasione, il Gran Maestro dell'Ordine livoniano Wilhelm von Fürstenberg. Il comandante dell'avanguardia russa, il principe Vasiliy Ivanovich Barbashin, ricevette l'ordine di tagliare la via di fuga che portava da Fellin verso il mare, al fine di accelerare la caduta della piazzaforte.
Il 2 agosto le truppe del principe decisero di accamparsi presso Ērģeme. Quello stesso giorno, un distaccamento di cavalieri livoniani che si trovava nella stessa zona incrociò un drappello russo, appartenente all'esercito di Barbashin; ne scaturì un breve scontro.
I sopravvissuti riportarono a Philipp Schall von Bell, landmarschal dell'Ordine, la notizia della presenza di truppe nemiche sul territorio. Non avendo idea di quanto numerose fossero le forze avversarie, Schall von Bell radunò 330 cavalieri (supportati da circa 500 mercenari) e mosse avventatamente in direzione dell'esercito russo.

## La battaglia
Il corpo di spedizione Livoniano si trovò subito accerchiato dalle truppe zariste, il cui numero era decisamente superiore. 261 cavalieri vennero uccisi, e lo stesso landmarschal fu fatto prigioniero al termine dello scontro; non ci sono invece fonti certe sul numero dei caduti da parte russa.

## Conseguenze
Sebbene non possa essere considerata decisiva sul piano militare a causa dell'esiguità delle forze in campo, la battaglia è considerata l'ultimo scontro in campo aperto sostenuto dalle forze dell'Ordine Livoniano. Philipp Schall von Bell, catturato dopo lo scontro, venne molto probabilmente trasportato a Mosca e giustiziato durante la prigionia. Privata di una via di fuga verso il mare, la fortezza di Fellin cadde nel giro di due settimane, accelerando il processo di disgregazione della Confederazione Livoniana, ormai incapace di offrire una valida resistenza all'invasione russa.